# Mały Nikobar
Mały Nikobar – jedna z wysp archipelagu Nikobary, drugą pod względem powierzchni w archipelagu. Wchodzi w skład terytorium związkowego Andamany i Nikobary.   
Powierzchnia wyspy wynosi 157 km². Najwyższy punkt leży na wysokości 435 m n.p.m. W 2001 roku wyspę zamieszkiwały zaledwie 432 osoby.